# Paranapiacaba teinturieri
Paranapiacaba teinturieri là một loài bọ cánh cứng trong họ Chrysomelidae. Loài này được Allard miêu tả khoa học năm 1894.